# Shelley Moore Capito
Shelley Wellons Moore Capito (* 26. listopadu 1953 Glen Dale, Západní Virginie) je americká politička za Republikánskou stranu. Od roku 2015 je senátorkou USA za stát Západní Virginie.
V letech 1996 až 2000 působila jako členka západovirginské Sněmovny delegátů za západovirginský 30. okrsek. Od roku 2001 byla členkou Sněmovny reprezentantů za západovirginský 3. okrsek. Ve funkci členky Sněmovny reprezentantů skončila v roce 2015 v souvislosti s nástupem do funkce senátorky. Tou byla zvolena ve volbách v roce 2014, když se ziskem 62 % hlasů porazila kandidátku Demokratické strany Natalii Tennantovou. Funkci poté obhájila i ve volbách v roce 2020, když proti Paule Jean Swearenginové získala 70 % hlasů.
Od roku 1973 je vdaná, má tři děti.